# Turkiet i olympiska sommarspelen 1976
Turkiet deltog med 27 deltagare vid de olympiska sommarspelen 1976 i Montréal. Ingen av landets deltagare erövrade någon medalj.

## Boxning
Lätt flugvikt
- Alican Az
  1. Första omgången – Besegrade Stephen Muchoki (KEN), walk-over
  2. Andra omgången – Förlorade mot Park Chan-Hee (KOR), 0:5

## Cykling
Herrar
| Cyklist           | Gren                  | Tid        | Placering |
| ----------------- | --------------------- | ---------- | --------- |
| Erol Küçükbakırcı | Herrarnas tempolopp   | 1:12,697   | 23        |
| Erol Küçükbakırcı | Herrarnas förföljelse | Overlapped | 23        |

## Friidrott
Herrar
| Idrottare     | Gren              | Final   | Final     |
| Idrottare     | Gren              | Tid     | Placering |
| ------------- | ----------------- | ------- | --------- |
| Hüseyin Aktaş | Herrarnas maraton | 2:24:30 | 37        |
| Veli Ballı    | Herrarnas maraton | 2:24:47 | 38        |